# Pawel Korolew
Pawel Korolew (kasachisch Павел Королев, * 21. März 1968) ist ein ehemaliger kasachischer Skilangläufer.
Korolew nahm in der Saison 1993/94 an sieben Weltcuprennen teil. Seine beste Platzierung dabei war der 53. Platz über 30 km Freistil bei den Olympischen Winterspielen in Lillehammer. Zudem wurde er dort zusammen mit Nikolai Iwanow, Andrei Newsorow und Pawel Rjabinin Neunter in der Staffel.